# كاكاو (شجرة)

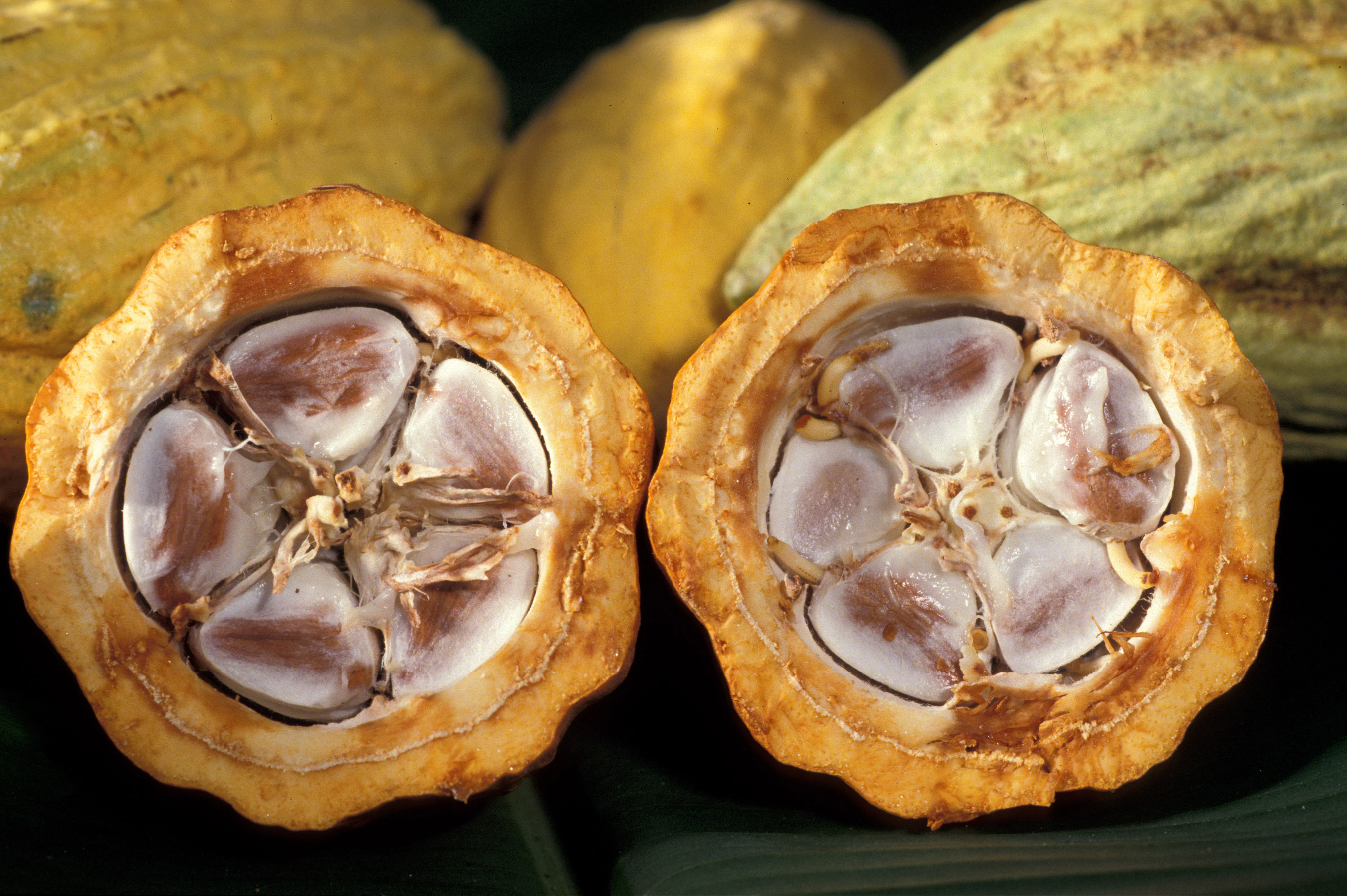
حبوب الكاكاو

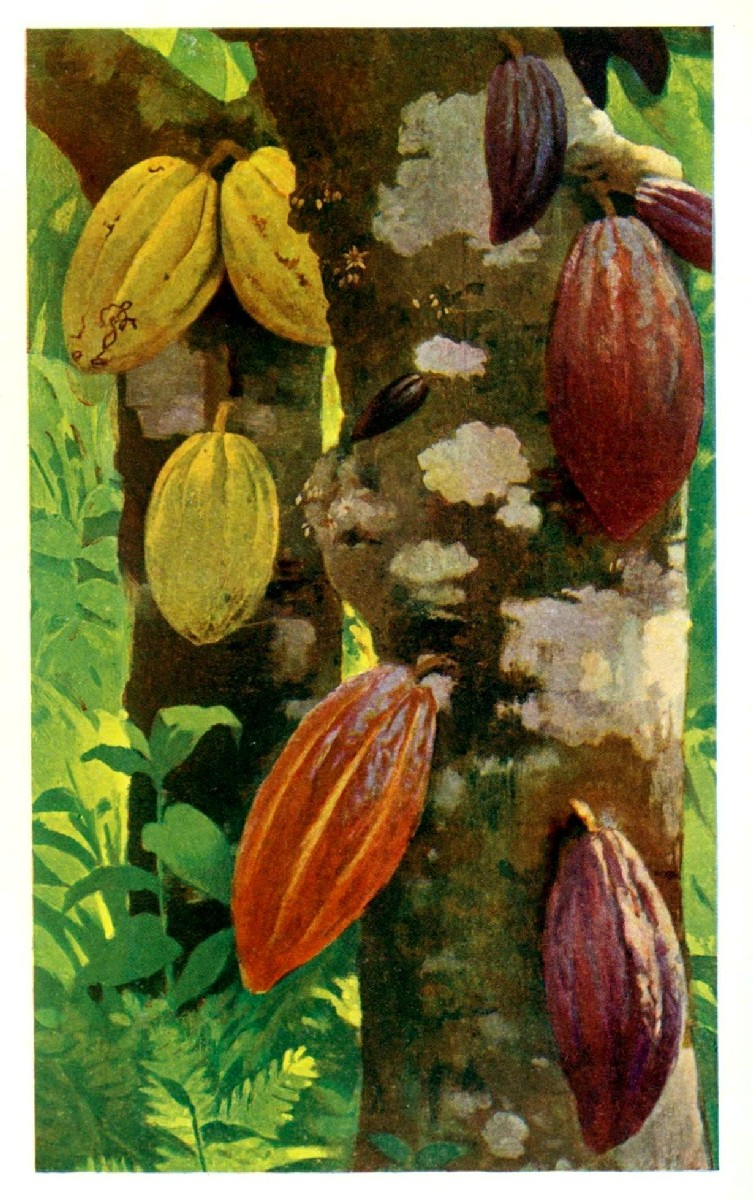
قرون الكاكاو

شجرة الكاكاو أو لوز الهند أو لوز الآلهة أو  كاكاو  (الاسم العلمي: Theobroma caca) موطنها الأصلي أمريكا الجنوبية. بذورها تستخدم في صناعة الكاكاو والشوكولاتة.
تنمو الشوكولاتة على الشجرة القارية دائمة الخضرة والمعروفة بشجرة «الكاكاو» التي يحصد منها بذور تمثل المصادر المختلفة لجميع منتجات الكاكاو ومنها الشوكولاتة. وكانت تلك الشجرة تنمو في المناطق البرية من المناطق الاستوائية في أمريكا الجنوبية منذ 4000 سنة قبل الميلاد.
وتتميز شجرة الكاكاو بأوراقها العريضة وتنمو حتى تصل إلى ارتفاع 7.5 م وتشبه بذور الكاكاو أو حبوبها إلى حدكبير اللوز.

## تاريخ اكتشاف الكاكاو
اكتشف شعوب المايا والآزتك شجرة الكاكاو في أمريكا الشمالية والوسطى قبل 2000 عام من الآن. وقد كانت هذه الشعوب تقوم بعصر بذور الكاكاو وطحنها لإنتاج شراب الكاكاو. والملاحظ أن شراب الكاكاو حينها لم يكن محلي ولكن اعتادت هذه الشعوب على إضافة بهارات قد تكون حارة بعض الشيء لإضافة نكهة إلى شراب الكاكاو. من الجدير بالذكر أن الرسومات التاريخية في حضارة المايا توضح تعلق أهلها بشجرة الكاكاو وهي إحدى الدلائل على أنهم أول من اكتشف هذه الشجرة، وقد لعبت الشوكولاتة أو ما عرفت سابقاً بالكاكاو دوراً بارزاً في حياة المايا، إذ كان علية القوم يدفنون موتاهم ويضعون في قبورهم أنية أحشاء الكاكاو لاعتقادهم بأن هذا المشروب يشيع في نفوسهم البهجة في العالم الآخر.
مع الغزو الإسباني للمكسيك (شعوب الآزتك) في عام 1520 طمعا في الثروات التي تملكها الأراضي المكسيكية، وجد الإسبان ما لم يكن في الحسبان الشوكولاتة وكانت البداية لقصة انتشار الشوكولاتة في باقي دول العالم. قام الإسبان بنقل بذور الكاكاو إلى أوروبا واستعبدوا المكسيكان ليقوموا بإنتاج حبوب الكاكاو لهم لتصديرها إلى أوروبا مع تغيير بسيط في الطعم النهائي لشراب الكاكاو.
لم يعجب الإسبان طعم شراب الكاكاو على الطريقة الأمريكية فقاموا بتغيير البهارات المضافة للشراب وكانوا أول من خلط شراب الكاكاو بالسكر والحليب وفضلوا تقديمه حارا بعكس الأمريكان الذين كانوا يفضلونه باردًا.
لم يكف الإنتاج الأمريكي للكاكاو الاستهلاك الإسباني في الجهة المقابلة فكان الحل الوحيد لزيادة عدد العمال هو الاستعباد. بدأت حركة استعباد كبيرة في شعوب المايا والآزتك من قبل المستعمرين الإسبان وقد كان استهلاك الأسبان للكاكاو في الفترة ما بين عام 1759 وعام 1788 حوالي 12 مليون باوند في كل عام.
ظلت فكرة صنع الكاكاو سرا لا يملكه في أوروبا إلا الإسبان لمدة 100 عام منذ قدوم الكاكاو من أمريكا. وأصبح تقديم شراب الكاكاو في الطبقات الراقية والنبيلة من الأمور الأساسية وأيضا انتشر شراب الكاكاو في الكنائس الإسبانية وساعد هذا على انتشارها في باقي دول أوروبا بسرعة كبيرة ولم تفلح محاولات الإسبان للاحتفاظ بخلطة الكاكاو لأنفسهم مدة أطول.

## الإنتاج
الكاكاو يزرع على مساحة 70,000 كم² (27,000 ميل²) حول العالم. الإحصائيات مأخوذة من الفاو  لعام 2005:
| المرتبة، البلد         | القيمة      | كمية الإنتاج |
|                        | (Int $100*) | MT           |
| ---------------------- | ----------- | ------------ |
| 1 ساحل العاج           | 1,024,339   | 1,330,000    |
| 2 غانا                 | 566,852     | 736,000      |
| 3 إندونيسيا            | 469,810     | 610,000      |
| 4 نيجيريا              | 281,886     | 366,000      |
| 5 البرازيل             | 164,644     | 213,774      |
| 6 الكاميرون            | 138,632     | 180,000      |
| 7 الإكوادور            | 105,652     | 137,178      |
| 8 كولومبيا             | 42,589      | 55,298       |
| 9 المكسيك              | 37,281      | 48,405       |
| 10 بابوا غينيا الجديدة | 32,733      | 42,500       |
| 11 ماليزيا             | 25,742      | 33,423       |
| 12 جمهورية الدومينيكان | 24,646      | 32,000       |
| 13 بيرو                | 21,950      | 28,500       |
| 14 فنزويلا             | 13,093      | 17,000       |
| 15 سيراليون            | 8,472       | 11,000       |
| 16 توجو                | 6,547       | 8,500        |
| 17 الهند               | 6,161       | 8,000        |
| 18 الفلبين             | 4,352       | 5,650        |
| 19 جمهورية الكونغو     | 4,336       | 5,630        |
| 20 جزر سليمان          | 3,851       | 5,000        |

- حُسِبَ سعر الإنتاج على أساس الأسعار الدولية في عام 1999-2001

## المكونات
بذور الكاكاو النيئة تحتوي على مغنسيوم، نحاس، حديد، فوسفور، كالسيوم، بوتاسيوم، فيتامين ألف، فيتامين ج، فيتامين دي وغيرها. [بحاجة لمصدر].

## زراعة ثمرة الشوكولاتة ومراحل تصنيعها

### الزراعة
الموطن الأصلي لشجرة الكاكاو هو الغابات الاستوائية الممطرة بأمريكا الجنوبية، ويمكن زراعتها في أي بلد استوائي، تتوفر فيه تربة غنية جيدة الصرف واغزارة في الرطوبة طيلة السنة، وهي لن تنمو حتى في المنطقة الاستوائية لو زاد الارتفاع عن حوالي 836 مترا. وموسم الحصاد يبدأ من أكتوبر حتى مارس وفي غانا تنتج الأشجار بمعدل رطلين من الكاكاو المجفف لكل شجرة في السنة، إذا زرعت بمعدل 360 شجرة للفدان الواحد. وتستمر في الإنتاج حوالي 40 سنة.

### الحصاد والتصنيع
تقتطع الثمرة من النبات بسكين خاص، وتسحق لفصل البذور من اللبن، وتخمر البذور وتجفف كما سبق وصفه، وبذلك تصبح البذور الجافة، جاهزة للنقل إلى المصنع، حيث تنظف وتحمص في إسطوانات دوارة. وبعد ذلك تكسر البذور المحمصة إلى قطع صغيرة، وتفصل القشور عن لب البذور بعملية تذرية ثم تطحن قطع اللب، التي تعرف باسم Nibs بين إسطوانات دوارة، فتتحول إلى كتلة شبه سائلة، بسبب ما بها من زيت، وتسمى حنيئذ كتلة الكاكاو. وابتداء من هذه المرحلة تختلف المعاملة تبعا للمطلوب من المنتج، شوكولاتة أو كاكاو، يزال حوالي نصف الزيت أو زبدة الكاكو بواسطة الضغط، ثم تطحن العجينة اليابسة التي تنتج الخليط جيدا، يبين إسطوانات دوارة مصنوعة من الحجر، ولصنع الشوكولاتة اللبن، يضاف اللبن المجفف أو المكثف، ويحتفظ بالخليط حارا نوعا ما أثناء العملية. وفي هذه المرحلة الأخيرة يصبح تركيز الخليط، بحيث يتجمد عندما يبرد، واليوم يشهد العالم افراطاً في احتساء الكاكاو والقهوة كشراب حلو المذاق، أو ممزوج بالحليب.

### مراحل تصنيع الشوكولاتة
1- يتم اعداد الشوكولاته من بذور الكاكاو التي يتم استخراجها من الثمار الكبيرة التي تنتجها شجرة الكاكاو، في كل ثمرة كبيرة يوجد على الأقل 30-50 بذرة صغيرة من بذور الكاكاو
2- يتم تسخين البذور إلى درجة حرارة معينة وتترك بضعة أيام حتى تتخمر ويتحول لونها إلى اللون البني المعتاد للكاكاو ومن ثم تجفف الحبوب بالشمس ويتم ارسالها لمصانع اعداد الشوكولاته.
3- يتم طحن الحبوب للحصول على بودرة الكاكاو ومن ثم يتم عصر الحبوب للحصول على زبدة الكوكاو
4- تصنع الشكولاته بشكلها النهائي عن طريق خلط بودرة الكوكاو وزبدة الكوكاو مع الحليب والسكر

## فوائد الكاكاو
الكاكاو شجرة معمرة وبذورها تشفي الحمى والسعال والكاكاو مدرة للبول ومقوية للقلب والكلى، ان الثيوبرومين الموجود في بذور الكاكاو يريح العضلة الملساء للانبوب الهضمي وهذا ربما هو السبب الذي يجعل الكثير من الناس يتناولون الشوكولاته حتى بعد امتلاء البطن بالأطعمة إذا اراد ان يريح معدته بعد وجبة دسمة، والغلاف الخارجي لبذور الكاكاو والذي يعرف بالقصرة (Teast) يستخدم في الوقت الحاضر لعلاج مشاكل الكبد والمثانة والكلى والسكري وكمقوٍ عام وكمادة مقبضة ضد الإسهال، أكدت دراسة طبية أسترالية حديثة أن نصف الذين يعانون من الاكتئاب يلجأون إلى تناول قطع من الشوكولاتة حيث يحسون بعدها بانتعاش حالتهم النفسية وتحسن في مزاجهم.
ووجدت الدراسة التي نشرت نتائجها في الدورية البريطانية للطب النفسي (British Journal of Psychiatry) الطبية أن 54 بالمائة من الذين لجأوا إلى الشوكولاتة كانوا يعانون من اضطراب في مزاجهم وخوف من رفض المجتمع لهم.
وشملت الدراسة، التي أعدها باحثون في أستراليا، ألفين و600 شخصاً من الذين يعانون من درجات متفاوتة من الاكتئاب. وقال معد الدراسة في جامعة ساوث ويلز الدكتور غوردون باركر إن إيجاد علاقة بين اشتهاء الشوكولاتة وأمزجة الناس كان أمرا مثيرا بالنسبة لنا.
الجدير بالذكر أن العديد من الأبحاث أثبتت في السابق أن تناول مكعبات قليلة من الشوكولاتة يوميا قد يقي من ضيق الشرايين ويساعد في إقلال مخاطر الإصابة بأمراض القلب.
ولم تقتصر فوائد الشوكولاته فقط على القلب والأوعية الدموية، لكنها امتدت أيضا إلى الأسنان حيث أعلن عدد من العلماء اليابانيين أنها من أكثر المواد مقدرة على التغلب على طبقة «البليك» المسببة للتسوس.

### فوائد الكاكاو للوقاية من السكري
ذكرت دراسة حديثة أجريت في يونيو عام 2013 من قبل باحثين في جامعة بنسلفانيا الأمريكية على الفئران انخفاض خطر الإصابة بمرض السكري بنسبة 30%. ويشير الباحثون إلى دور الفلافونويدات في الوقاية من السكري عن طريق خفض مستوى الدهون الثلاثية والدهون في الكبد التي تزيد من مخاطر الإصابة بالسكري. وقال الدكتور «جوش لامبرت» أستاذ علوم الغذاء في جامعة ولاية بنسلفانيا بالولايات المتحدة أنهم قد لاحظوا انخفاض وزن الجسم أيضاً بصورة بسيطة ولكنه انخفاض مهم على أية حال على الرغم من ضآلته. كان العلماء قد أضافوا إلى النظام الغذائي للفئران ما يعادل 10 ملاعق كبيرة أو 5 أكواب من الكاكاو طوال فترة الدراسة والتي بلغت 12 أسبوعاً.

### فوائد الكاكاو لضغط الدم
أكدت دراسة أجريت عام 2012 أن تناول مشروب الكاكاو (الهوت شوكلت) والشوكولاتة السوداء يعمل على خفض ارتفاع ضغط الدم عند الأشخاص الذين لا تزيد معدلات ضغطهم عن 85/140. وأرجع الباحثون في هذه الدراسة الأمر إلى الفلافونويدات التي توجد في الكاكاو.

## المعلومات الغذائية
يحتوي كل كوب من بودرة الكاكاو غير المحلّى (86 غ)، بحسب وزارة الزراعة الأميركية على المعلومات الغذائية التالية:
- السعرات الحرارية: 196
- الدهون: 11.78
- الكاربوهيدرات: 49.79
- الألياف: 28.6
- السكر: 1.50
- البروتينات: 16.86

## اقرأ أيضًا
- مسحوق الكاكاو
- الشوكولاتة
- كعكة الشوكولاتة
- كونراد يوهانيس فان هوتن

## الوصلات الخارجية
- معلومات غذائية عن بودرة الكاكاو
- العلاج بالكاكاو
- شجرة الكاكاو من الموسوعة العربية العالمية
- وصفة شراب الكاكاو مع معلوماتها الغذائية
- (بالfr+en) مرجع موسوعة الحياة (EOL) : Theobroma cacao